# Oracle de Plutó i Cora
L'oracle de Plutó i Cora de Càrax, a prop de Nisa del Meandre, entre Lídia i Cària, era un oracle amb un temple en una cova amb passos subterranis de natura miraculosa (la cova de Caró) destinat a persones malaltes; eren tractats per sacerdots que vivien prop de la cova, i passaven una nit en aquesta i després revelaven als malalts el remei que els havia estat comunicat en el somni a l'interior.
A vegades el pacient era portat dins la cova on podien estar alguns dies sense menjar i ocasionalment queien en un somni profètic, preparant-se per rebre la notícia del sacerdot. Cap més persona hi podia entrar. Cada any les persones que s'havien recuperat anaven al lloc i feien un festival on un bou era portat a la cova i moria immediatament després d'entrar.